# Filosofia analitica
Con l'espressione filosofia analitica ci si riferisce ad una corrente filosofica sviluppatasi a partire dagli inizi del XX secolo, per effetto soprattutto del lavoro di Gottlob Frege, Bertrand Russell, George Edward Moore, dei vari esponenti del Circolo di Vienna e di Ludwig Wittgenstein. Per estensione, ci si riferisce a tutta la successiva tradizione filosofica influenzata da questi autori, prevalente nel mondo anglofono (Regno Unito, Stati Uniti, Canada, Australia), ma attiva anche in molti altri paesi.

## Origini
Alla fine del XIX secolo, Gottlob Frege ed altri portarono ad un notevole avanzamento nel campo della logica. L'idea fondamentale del movimento del circolo di Vienna era di applicare questo nuovo metodo logico, detto positivismo logico, ai tradizionali problemi filosofici. I risultati di questo metodo sono controversi, tuttavia è innegabile che tale tentativo abbia portato importanti ripercussioni e sviluppi in una serie di campi, quali ad esempio l'informatica e lo studio del linguaggio nei suoi vari aspetti: sintassi, semantica, pragmatica.
Tra gli altri assunti del positivismo logico si possono ricordare la concezione della filosofia come uno strumento d'indagine che possa emendare il linguaggio dalle sue ambiguità, dalle sue intrinseche contraddizioni e perplessità, proponendosi come un metodo teso a disvelare l'origine di alcuni problemi "filosofici" da un utilizzo idiosincratico delle forme linguistiche.

## La filosofia analitica dopo gli inizi
Se il positivismo logico aveva tratto ispirazione dalle tesi sostenute da Ludwig Wittgenstein nel suo Tractatus, è possibile legare lo sviluppo della filosofia analitica alle revisioni e agli sviluppi cui Wittgenstein stesso sottopose la propria prima filosofia, suggestioni raccolte ed elaborate in seguito da altri pensatori. La filosofia del tardo Wittgenstein non adotta i medesimi strumenti dei neopositivisti – l'analisi logica ed il metodo scientifico – ma piuttosto si concentra sugli scopi e i diversi contesti reali di utilizzo del linguaggio.
La filosofia analitica delle origini e il positivismo logico condividevano un generale atteggiamento anti-metafisico, centrato per il secondo sul principio di verificazione. I filosofi Karl Popper con il suo falsificazionismo già dal 1934, e George Edward Moore in un articolo pubblicato nel 1938, considerarono il principio verificazionista ideato dai neopositivisti come esso stesso una teoria metafisica, ovvero un assunto passibile delle medesime critiche che il Circolo di Vienna rivolgeva alla quasi totalità delle filosofie classiche.
Sul piano dell'analisi del linguaggio quindi, la filosofia analitica sposterà la propria ricerca principalmente sugli aspetti propri di ogni forma di asserzione linguistica – rinunciando quindi al progetto neopositivista di costruire un linguaggio formalizzato su basi puramente logiche – e concentrando l'attenzione sull'uso reale del linguaggio, così come viene suggerito dal Wittgenstein della teoria dei giochi linguistici.

## Il metodo
Ciò che contraddistingue la filosofia analitica non è un insieme di tesi ma piuttosto un metodo, o uno stile, filosofico. In particolare, possiamo individuare quattro elementi caratterizzanti. Il primo è il valore dell'argomentazione. Quando si presenta una tesi si deve sostenerla attraverso un argomento, si devono rendere esplicite le ragioni a favore (ed eventualmente contro) ciò che si afferma. Affinché tesi ed argomenti possano essere valutati è fondamentale usare la massima chiarezza possibile, ad esempio dando delle definizioni di tutti i termini non di uso comune. Il secondo è l'utilizzo di tecniche di logica formale nell'esposizione della teoria. Ad esempio, il linguaggio modale (della possibilità e della necessità) viene analizzato attraverso la semantica dei mondi possibili sviluppata, fra gli altri, da Ruth Barcan Marcus e Saul Kripke. Il terzo elemento è il rispetto per i risultati delle scienze naturali. Non tutti i filosofi analitici lavorano su problemi che sono vicini a quelli trattati dalle scienze naturali, benché molti lo facciano. Ma è generalmente accettato che non è lecito per un filosofo contraddire risultati ampiamente accettati nelle scienze naturali, a meno di non fornire in effetti un argomento di valore scientifico a sostegno del proprio rifiuto. Infine, viene spesso messo in rilievo il valore del senso comune.

## Il rapporto con la filosofia continentale
La filosofia analitica è talvolta contrapposta alla filosofia continentale, termine con cui ci si riferisce a movimenti come l'idealismo tedesco, il marxismo, la psicoanalisi, l'esistenzialismo, la fenomenologia, l'ermeneutica ed il post-strutturalismo. Ad ogni modo, non mancano i tentativi di sintesi tra le due impostazioni filosofiche (ad esempio quelli di Hilary Putnam e Richard Rorty).

## Testi essenziali
1. G. E. Moore e la Common Sense Philosophy (filosofia del senso comune). Rifiuto dell'idealismo post-hegeliano britannico.
2. Bertrand Russell: Analisi logica, atomismo logico.
3. (Primo) Wittgenstein: Tractatus. logica formale. Filosofia del linguaggio ideale.
4. Positivismo logico ed empirismo logico. circolo di Vienna. Rudolf Carnap. Verificazionismo. Distinzione Analitico-Sintetico. Rifiuto della metafisica, etica ed estetica. Emotivismo.
5. Scuola di Oxford. Gilbert Ryle, John Langshaw Austin. secondo Wittgenstein. Filosofia del linguaggio comune.
6. Tarde pubblicazioni di Wittgenstein. filosofia linguistica
7. Pragmatismo americano. Emigrazione di logici e scienziati dall'Europa verso gli Stati Uniti. Filosofia della scienza. Comportamentismo. Willard Van Orman Quine.
8. Filosofia del linguaggio. Semantica del linguaggio naturale. Donald Davidson. Oxford negli anni settanta. Peter Strawson, Michael Dummett, John McDowell, Gareth Evans.
9. Revival della Filosofia politica: John Rawls, Robert Nozick, Ronald Dworkin, Bernard Williams.
10. Filosofia della mente, scienze cognitive. Alan Turing. Paul Churchland & Patricia Smith-Churchland.
11. Neopragmatismo: Richard Rorty, Hilary Putnam.